# 山坪頂
山坪頂，是台灣南投縣竹山鎮的一個傳統地域名稱，位於該鎮中部偏南。相較於今日行政區，其範圍大致包括坪頂里、大鞍里天梯風景區一帶。

## 歷史
台灣清治末期至日治初期，山坪頂地區為一街庄，稱為「山坪頂庄」，隸屬於鯉魚頭堡。該庄北與福興庄、田仔庄、大鞍庄為鄰，東邊及南邊為勞水坑庄，西邊為鯉魚尾庄。
1901年（日治明治三十四年）11月，全台廢縣廳改設二十廳，該庄隸屬於斗六廳。1903年（明治三十六年）6月，該庄編入「勞水坑區」，隸屬於南投廳。1909年（明治四十二年）10月，合併二十廳為十二廳，勞水坑區改隸屬於南投廳。1920年（大正九年），全台地方制度大改正，廢十二廳改設五州二廳，該庄改制為「山坪頂」大字，隸屬於臺中州竹山郡竹山庄。1931年，竹山庄升格為竹山街。
戰後竹山街改制為竹山鎮，隸屬於臺中縣，大字亦改制為里。1950年10月，中、彰、投分治，竹山鎮改隸屬南投縣。

## 聚落
本地區發展較早的聚落為山坪頂，在日治期初期的官方地圖上已有記載。此外，本地區尚有加走寮聚落。

## 交通
縣道149號（鯉南路）是竹山至梅山的道路，大致以縱向蜿蜒經過本地區西部的清水溪右岸地帶。由該道路向北可前往福興、下崁東南部、竹圍子並止於省道台3線路口；向南可前往勞水坑、桶頭、樟湖、苦苓腳、大湖底、小梅（梅山）並止於省道台3線另一路口。
鄉道投52線（坪頂路，山坪頂林道、樟崙農路）是瑞竹至瑞龍瀑布的道路，全線位於木地區境內，其西側端點位於本地區西南部的縣道149號路口。由此向東轉北北東再轉東，經兩個髮夾彎後續向東蜿蜒而行，可前往山坪頂聚落並止於山坪頂中部南側山區。
鄉道投53線（鯉行路）是過溪至瑞竹北郊的道路，其南側端點位於本地區西部偏南的縣道149號路口。由此向西過龍門大橋並出境後，轉北北西可前往鯉魚尾、福興地區北部的過溪聚落並止於縣道149號另一路口。

## 景點
- 梯子吊橋風景區